# Linyphantes pacificus (Chamberlin & Ivie)
Linyphantes pacificus là một loài nhện trong họ Linyphiidae.
Loài này thuộc chi Linyphantes. Linyphantes pacificus được miêu tả năm 1942 bởi Chamberlin & Ivie.

## Voorkomen
Loài này được phát hiện ở Hoa Kỳ.